# إيلا فلاغ يونغ
إيلا فلاغ يونغ (بالإنجليزية: Ella Flagg Young)‏ هي سفرجات أمريكية، ولدت في 15 يناير 1845 في بوفالو في الولايات المتحدة، وتوفيت في 26 أكتوبر 1918 في واشنطن العاصمة في الولايات المتحدة بسبب الإنفلونزا الإسبانية وإنفلونزا.

## وصلات خارجية
- إيلا فلاغ يونغ على موقع الموسوعة البريطانية (الإنجليزية)